# Резня в Маалоте
Резня в Маалоте (ивр. הפיגוע במעלות‎, араб. مذبحة معالوت‎) — массовое убийство израильских мирных граждан, совершённое в период с 13 по 15 мая 1974 года боевиками террористической организации Демократический фронт освобождения Палестины (ДФОП) в городе Маалот. Проникнув в Израиль через границу с Ливаном, 3 террориста убили четырёх мирных жителей в разных местах и, сумев избежать поимки, взяли в заложники не менее 89 человек в школе «Нетив Меир», после чего потребовали освободить 26 своих соратников из израильских тюрем.
После осады здания, длившейся почти десять часов, спецназ предпринял попытку штурма, но террористы успели убить 25 и ранить не менее 30 заложников, перед тем как были уничтожены сами. Всего в результате резни погибло 29 человек, из которых большую часть составили дети, находившиеся в заложниках в школе «Нетив Меир».

## Ход событий

### Предшествовавшие события
Вечером 13 мая три террориста, проникшие в Израиль с территории Ливана, обстреляли на одной из приграничных автотрасс микроавтобус, убив одну и ранив несколько пассажиров. Сумев избежать поимки, в ночь с 14 на 15 мая эта же банда, которой руководил 22-летний Зияд Камаль Хасан Рахим, убила семью из трёх человек (включая четырёхлетнего ребёнка) в Маалоте и направилась к школе «Нетив Меир».
В ту ночь в школе остановилась на ночлег большая группа старшеклассников из государственной религиозной школы города Цфат, прибывшая на традиционную в связи с государственным праздником экскурсию в Западную Галилею. Руководство школы уже знало о теракте у границы и перед отправкой детей поинтересовалось у полиции, не стоит ли отложить поездку. Полиция ответила, что делать это необязательно, необходимо лишь передвигаться на автобусах исключительно по центральным дорогам. На ночлег мальчики из Цфата заняли коридор второго этажа школы «Нетив Меир», а девочки разместились на третьем.

### Захват
У входа в школу террористы столкнулись с учителем, заночевавшим в автобусе. Избив преподавателя, преступники велели провести их в школу, после чего разделились: один остался около дверей, другой принялся сгонять мальчиков в конец коридора, третий — приказал девочкам спускаться на второй этаж. В школе началась паника. В сумятице некоторым школьникам и учителям удалось выпрыгнуть в окно и сбежать, несмотря на автоматный огонь, открытый им вслед. Всего захвата избежали 17 человек.
Всего в руках террористов оказалось 89 человек, из которых 85 были подростки от 15 до 17 лет, два учителя и два медработника. Согнав заложников в один класс, террористы заминировали помещение при помощи самодельных взрывных устройств, соединённых в одну цепь и установленных по периметру.

### Осада
В 4:45 утра о захвате были оповещены премьер-министр Израиля Голда Меир и глава генштаба Мордехай Гур, который через два часа вместе с министром обороны Моше Даяном прибыл в Маалот. К школе были стянуты силы спецназа «Сайерет Маткаль», однако вступить с террористами в переговоры никак не удавалось: в ответ на малейшую попытку приблизиться к зданию они открывали огонь.
Спустя пару часов боевики передали письмо с ультиматумом, в котором требовали от израильских властей выпустить из заключения и переправить в Дамаск 26 их соратников. Также было указано, что после выполнения этого условия туда же должны отправиться террористы со всеми заложниками, откуда их отпустят домой. Террористы потребовали выполнения условий до 18:00 того же дня, пригрозив взрывом помещения с заложниками в случае отказа.
Попытки переговоров с привлечением израильского главного переговорщика, главы отдела расследований «Шабака» Виктора Коэна, ни к чему не привели. Боевики наотрез отказались принимать еду и воду для заложников и не шли ни на какие уступки. Моше Даян отдал приказ срочно начать подготовку к штурму, но Мордехай Гур упорно настаивал на продолжении переговоров. Штурм должен был санкционировать кабинет министров во главе с Голдой Меир, которая с трудом склонилась к позиции Гура. Переговоры продолжились, но при обсуждении процедуры освобождения заключённых-палестинцев процесс застопорился.

### Штурм
По утверждённому к полудню плану штурма снайперы должны были уничтожить двух террористов, а несколько бойцов спецназа — взобраться по лестнице к окну класса с заложниками и ликвидировать последнего боевика. Другая группа солдат должна была проникнуть в здание через главный вход, подняться на второй этаж и прорваться в класс из коридора. На всю операцию отводились считанные секунды.
Штурм начался в 17:25, но план распался с первых секунд. Снайпер смог лишь ранить в плечо главаря боевиков. Бойцы, которые должны были подобраться к окну класса снаружи, не сделали этого, так как не было дано команды о начале операции, и фактически она началась с выстрелом снайпера. Вторая группа ворвалась в школу, однако при входе Зияд Рахим встретил их автоматной очередью. Трое солдат были ранены и отступили. Из-за того, что кто-то из спецназовцев некстати воспользовался дымовой гранатой, штурмовая группа пробежала лишний лестничный пролёт. Благодаря этой заминке, Рахим успел вернуться в класс и открыл огонь по заложникам. Спецназовцы, остававшиеся под окном, решили, что их товарищи уже приступили к ликвидации боевиков, и стали помогать детям, которые начали выпрыгивать из окна. Рахим успел расстрелять два магазина из автомата Калашникова и бросить гранату, до тех пор пока не был застрелен спецназом, ворвавшимся в класс через двери.
Операция продолжалась около 30 секунд, но за это время Рахим успел убить 25 человек и тяжело ранить 10. Ещё 20 человек получили ранения средней тяжести.

## Последствия
На следующий день после резни в Маалоте Армия обороны Израиля нанесла авиаудар по тренировочным лагерям ДФОП и НФОП. Согласно репортажу BBC, бомбёжка нанесла ущерб семи палестинским деревням и лагерям беженцев в южной части Ливана. Погибло не менее 27 человек, и порядка 138 получили ранения.
Оценивая операцию по спасению заложников, руководство Израиля сделало вывод, что главным успехом можно назвать предотвращение взрыва школы, и постановило, что в дальнейшем в подобных ситуациях следует атаковать как можно быстрее, даже если существует риск для жизни заложников. Были разработаны чёткие рекомендации к действиям при массовом захвате заложников, созданы силы полицейского спецназа, увеличены полномочия израильской полиции.
В мае 1975 года была назначена Комиссия по расследованию обстоятельств теракта. Отчёт комиссии выявил ряд ошибок, допущенных правительством и службами безопасности, и вынес рекомендации по предотвращению подобных трагедий в будущем, включая создание в министерстве просвещения отдела охраны школ.
После резни в Маалоте все детские учреждения страны постоянно охраняются. Школьный участок обнесён оградой, доступ посторонних, в том числе и родителей, на территорию школы ограничен. В связи с недостатком финансирования для обеспечения всех детских учреждений государственной охраной в 2004 году был издан приказ, который предписывает преподавателям, имеющим право на ношение оружия, приходить в школу в «полной боеготовности». Также местные власти получили право привлекать для охраны яслей и детских садов девушек, проходящих срочную службу в армии, директора школ имеют право использовать для охраны школ «гражданскую стражу» — добровольцев, имеющих разрешение на ношение оружия. Неоднократно бывали случаи, когда нападавшего террориста останавливали огнём именно сотрудники школы. В школах, расположенных вне городской черты, хранится автоматическое оружие, которое директор в случае тревоги раздаёт педагогам. Во время выездных игр, экскурсий, пикников, крупных общешкольных мероприятий школа обращается к родителям, и детей сопровождают вооружённые родители.